# Christus voor Pilatus (Meester van Bellaert)
Christus voor Pilatus is een schilderij van de Meester van Bellaert in Museum Boijmans Van Beuningen in Rotterdam.

## Voorstelling
Het stelt Christus voor, die voorgeleid wordt aan Pontius Pilatus, de man die volgens het Nieuwe Testament Christus liet kruisigen. Dit verhaal wordt beschreven in Johannes 19, Markus 15 en Mattheus 27. Pilatus is gekleed in een met hermelijn afgezette mantel. Hij houdt een briefje vast dat zijn vrouw stuurde en waarin ze schrijft: ‘Bemoei u toch niet met die rechtvaardige, want ik heb heden in een droom veelom Hem geleden’. Achter hem staan enkele hogepriesters, die Pilatus overhalen Christus te kruisigen.

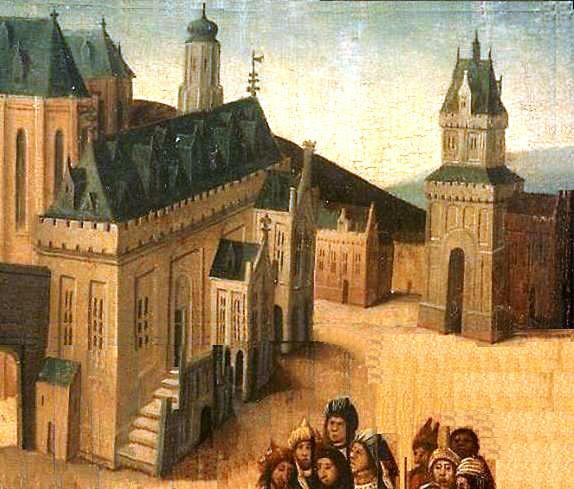
Detail: het stadhuis van Haarlem.

Op de achtergrond is een stadsgezicht te zien. Men neemt aan dat het grote gebouw met bordes het stadhuis van Haarlem voorstelt met links daarvan de Pandpoort. Het hekwerk dat voor- en achtergrond van elkaar scheidt is ook aan de werkelijkheid ontleend. Eind 15e eeuw vond de rechtszitting plaats in een vierschaar, een ruimte op de begane grond van een stadhuis, die door tralies van het publiek was afgesloten. Het verhaal van Christus voor Pilatus was vroeger een voorbeeld van onrechtvaardige rechtspraak. Het was gebruikelijk dat een voorstelling als deze, met als pendant een rechtvaardige rechtspraak, bijvoorbeeld een salomonsoordeel, als waarschuwing voor rechters, hing in een vierschaar.

## Toeschrijving
Het schilderij werd door de kunsthistoricus Max Friedländer gepubliceerd als anoniem werk. Vanwege de link met Haarlem werd het later toegeschreven aan de Meester van Bellaert, ook Monogrammist AM genoemd, die in die stad actief was in ieder geval van 1483 tot 1486.

## Herkomst
Het werk werd voor het eerst in augustus 1927 gesignaleerd door Friedländer bij kunsthandel Paul Bottenwieser in Berlijn en New York. Op 3 april 1930 werd het geveild bij veilinghuis Frederik Muller & Co. in Amsterdam. Later was het in het bezit van de Haagse verzamelaar Johan Willem Frederiks, die het in bruikleen gaf aan Museum Boijmans Van Beuningen. Na zijn dood in 1962 gaf zijn dochter, de plastisch chirurg Edith Frederiks, de verzameling opnieuw in bruikleen aan het Boijmans. In 1994 zette ze het bruikleen om in een schenking.